# Răileni, Bolgrad
Răileni (în ucraineană Юр'ївка, transliterat: Iuriivka, germană Jurjewka Reulingen) este un sat în comuna Borodino din raionul Bolgrad, regiunea Odesa, Ucraina.

## Demografie
Componența lingvistică a localității Răileni
     Bulgară (46,79%)
     Română (25,26%)
     Rusă (17,18%)
     Ucraineană (10,56%)
     Alte limbi (0,21%)
Conform recensământului din 2001, nu exista o limbă vorbită de majoritatea populației, aceasta fiind compusă din vorbitori de bulgară (46,79%), română (25,26%), rusă (17,18%) și ucraineană (10,56%).